# 프리웨이 (라디오 프로그램)
《김태훈의 프리웨이》는 대한민국의 방송국인 한국방송공사의 라디오 채널 KBS 해피FM(전국, 수도권 기준 FM 106.1MHz, AM 603kHz)에서 매일 아침 7시부터 오전 9시까지 방송되었던 아침 정보 및 팝 전문 라디오 프로그램이다.

## DJ
- 음악 평론가 김태훈 (남)

## 역사
2008년 11월 17일에 가요 전문 프로그램으로 첫방송되어 2009년 10월 25일에 잠정적으로 폐지되었다가, 2020년 8월 31일에 팝 전문 프로그램으로 다시 부활되었으며, 방송 초기에는 매일 저녁 6시에 방송되었으나, 2020년 8월 31일에 다시 부활된 이후 11년 만에 매일 아침 7시에 방송되었다가 2023년 12월 31일 자로 15년 만에 완전히 폐지되었다.

## 역대 방송시간
| 방송 채널  | 방송 기간                           | 방송 시간                  |
| ---------- | ----------------------------------- | -------------------------- |
| KBS 해피FM | 2008년 11월 17일 ~ 2009년 10월 25일 | 매일 저녁 8:05 ~ 밤 10:00  |
| KBS 해피FM | 2020년 8월 31일 ~ 2023년 12월 31일  | 매일 아침 7:00 ~ 오전 9:00 |

## 역대 DJ

### 1기
- 2008년 11월 17일 ~ 2009년 10월 25일 : 전현무

### 2기
- 2020년 8월 31일 ~ 2023년 12월 31일 : 김태훈

## 같이 보기
- 아침 정보